# طیبه صفایی
طیبه صفایی (زادهٔ ۱۳۳۹ در ارومیه) نمایندهٔ حوزهٔ انتخابیهٔ تهران، ری، شمیرانات و اسلامشهر در دورهٔ هشتم مجلس شورای اسلامی بوده‌است.